# Sojuz 40
Sojuz 40 byla kosmická loď SSSR z roku 1981, která dopravila na sovětskou orbitální stanici Saljut 6 mezinárodní rusko/rumunskou posádku. Podle katalogu COSPAR dostala označení 1981-42A. Byl to 79. registrovaný let kosmické lodě s lidmi na palubě ze Země. Jejím volacím znakem byl DNĚPR.

## Posádka
Dvoučlennou posádku, devátou mezinárodní v rámci programu Interkosmos tvořili tito kosmonauti:
- Leonid Popov, velitel lodě, Rus, 35 roků, v kosmu podruhé
- Dumitru Prunariu, kosmonaut výzkumník, Rumun, 35 roků, v kosmu nováček

## Průběh letu

### Start
Loď odstartovala 14. května 1981 odpoledne z kosmodromu Bajkonur s pomocí rakety Sojuz U. Start se vydařil, loď se dostala na orbitu 191 – 269 km, bez problémů fungoval i zapnutý systém automatického přibližování. K pevnému připojení na zadní spojovací uzel stanice došlo navečer 15. května 1981 a v 23.hodin SEČ oba kosmonauti přešli do Saljutu 6.
Zde se setkali se pátou základní posádkou stanice, kosmonauty Vladimírem Kovaljonokem a Viktorem Savinychem, kteří sem přiletěli dva měsíce před nimi v Sojuzu T-4.
V době jejich příletu měla za sebou stanice 3,5 roků existence na oběžné dráze Země. U jejího předního uzlu byla připojena loď Sojuz T-4.

### Práce na stanici
Mezinárodní návštěva na stanici strávila sedm pracovních dní a během nich provedla celá čtveřice 23 sovětsko-rumunských experimentů různého charakteru. Názvy některých z nich: Neptun, Kapilar, Astro, Reo

### Odlet domů
Oba kosmonauti nastoupili 22. května 1981 do své lodě, po několika hodinách se od stanice odpojili a zahájili sestupný manévr. Oddělená kabina s pomocí padákového systému přistála téhož dne asi 225 km od Džeskazganu na území Kazachstánu. 
Stanice Saljut 6 zůstala na oběžné dráze Země i se svou stálou posádkou.

## Konstrukce Sojuzu
Udaná startovací hmotnost byla 6800 kg vč.200 kg paliva pro manévrování a brzdění. Loď se obdobně jako ostatní lodě Sojuz skládala ze tří částí, kulovité orbitální sekce, návratové kabiny a sekce přístrojové. Měla namontováno spojovací zařízení a padákový systém..
Sojuz 40 byl poslední kosmickou lodí SSSR tohoto typu. Další Sojuzy nesly označení Sojuz T, TM či TMA

## Zajímavost
Modul Sojuzu 40 se dodnes dochoval a je vystaven v Rumunském Národním vojenském muzeu v Bukurešti.